# Гулиев, Пири Дост Мамед оглы
Пири Дост Мамед оглы Гулиев (в народе — Уста Пири, азерб. Piri Dostməmməd oğlu Quliyev; 2 марта 1869, Амирджаны — 5 августа 1951, Баку) — советский азербайджанский нефтяник, Герой Труда.

## Биография
Родился 2 марта 1869 года в селе Амирджаны близ Баку (ныне посёлок).
С 1885 года — рабочий завода по производству бочек Бакинского нефтяного общества, в 1887-1904 годах — ключник, помощник бурового мастера, буровой мастер на Балаханских и Сураханских нефтепромыслах, с 1904 года — старший буровой мастер Бакинского нефтяного общества.
В 1917—1920 годах активно участвовал в революционной деятельности в городе Баку. В период революции оборудование, обеспечивающее работу на Бакинских нефтяных промыслах, было практически уничтожено, и Пири Гулиев вложил огромный труд в восстановление буровой работы на нефтяных месторождениях и нефтяной промышленности республики в целом.
В 1924—1926 годах находился в командировке в США, где набирался опыта у американских коллег. По приезде в Америку устроен на подрядное бурение на Сигнал-Хилл, позже работал на нефтепромыслах Торренса, Сент-Пола, Мидфест-Рифайнери и Оклахомы. Пири Гулиев привёз в СССР технику вращательного бурения, которой научился у нефтяников США.
С 1926 года — заведующий отделом разведки новых месторождений ПО «Азнефть». Один из главных разработчиков скважин Балахан и Сабунчи, активно участвовал в разведке, открытии и сдачи в эксплуатацию новых месторождений Калы и Карачухура.
Активно участвовал в общественной жизни Азербайджана. Член ВКП(б) с 1925 года.
Скончался 5 августа 1951 года в Баку.
Сыновья Мамедпаша и Исрафил — известные в республике нефтяники-бурильщики, сын Данил — секретарь ЦК КП Азербайджана, директор Института истории партии при ЦК КПА.